# تنها در خانه ۲ (بازی ویدئویی)
«تنها در خانه ۲» (انگلیسی: Home Alone 2: Lost in New York (video game)) یک بازی ویدئویی در سبک بازی اکشن است که توسط تی‌اچ‌کیو و در سال ۱۹۹۲ و در پلت‌فرم‌های داس، سوپر نینتندو، سگا مگا درایو، سیستم سرگرمی نینتندو، و گیم بوی منتشر شده‌است. این بازی مانند بازی کراش باندیکوت است.